# Vocea ta (cântec)
Vocea ta este single-ul de debut al interpretei de origine română, Elena Gheorghe. Melodia este primul single extras de pe albumul Vocea ta.
Cântecul a beneficiat de un videoclip lansat în mai 2006, și a devenit un hit de calibru mediu în România, câștigând poziția cu numărul douăzeci și patru în clasamentul celor mai difuzare cântece.